# L'Œil vert (Chagall)
Pour les articles homonymes, voir Œil Vert.
L'Œil vert – ou La Maison à l'œil vert – est un tableau réalisé par le peintre français Marc Chagall en 1944. Cette huile sur toile représente une paysanne trayant une vache dans une ferme dont un bâtiment présente un œil géant. Elle est conservée dans une collection privée.